# Траволта, Джон
Джон Джо́зеф Траво́лта (англ. John Joseph Travolta; род. 18 февраля 1954, Энглвуд, Нью-Джерси, США) — американский актёр, танцор и певец, лауреат премий «Золотой глобус» и «Эмми», а также двукратный номинант на «Оскар». 
Траволта впервые прославился в 1970-х годах после участия в кассовых фильмах «Лихорадка субботнего вечера» и «Бриолин». В 1980-х годах его актёрская карьера испытала спад, но в 1990-е годы, после фильма «Криминальное чтиво», популярность вновь пошла вверх, последовали картины «Без лица», «Пароль „Рыба-меч“», «Реальные кабаны», «Лак для волос», а также «Из Парижа с любовью».

## Биография

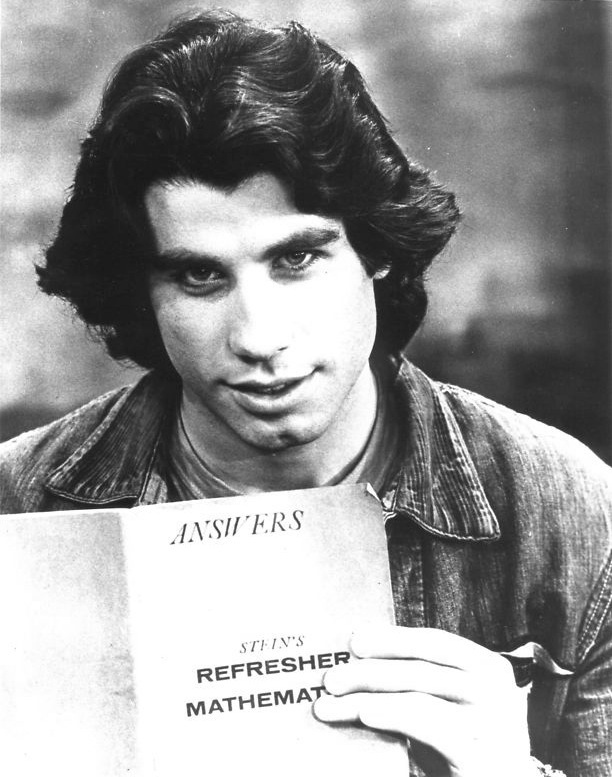
Джон Траволта в 1976 году

Родился в большой семье футболиста-итальянца Сальваторе Траволта (1912-1995) и певицы-ирландки. В детстве учился чечётке у брата знаменитого Джина Келли и танцевал всю свою молодость. Траволта появился в нескольких мюзиклах, а в 1977 году на экраны США вышел самый удачный фильм подобного рода — «Лихорадка субботнего вечера» с Траволтой в главной роли. Актёр мгновенно стал кумиром молодёжи эпохи диско. Ещё более удачным с коммерческой точки зрения был следующий мюзикл Траволты — «Бриолин» (1978). Он сам, в дуэте с Оливией Ньютон-Джон, исполнил несколько песен к этому фильму — и все они стали суперхитами.
Решив несколько сменить амплуа, Траволта с успехом сыграл в 1980 году в фильме «Городской ковбой», который дал новую жизнь кантри-музыке. Однако после этого популярность актёра пошла на спад, особенно после того как он вместе с Сильвестром Сталлоне попытался снять продолжение «Лихорадки субботнего вечера». В конце 1980-х Джон снялся в комедии «Уж кто бы говорил», которая имела большой успех и получила два продолжения.
Однако ещё больший успех ждал актёра в 1994 году после того, как он сыграл одну из главных ролей в культовом фильме Квентина Тарантино «Криминальное чтиво». В сущности, его герой был пародией на того Траволту, которого знала Америка 1970-х годов. По словам самого Траволты, давая согласие на съёмку, он совершенно не ожидал, что фильм будет иметь такой ошеломляющий успех. Он думал, что это будет «арт-хаус вроде „Бешеных псов“» — предыдущего фильма Тарантино.
По совету Тарантино актёр далее снялся в популярной комедии «Достать коротышку». Весьма удачными были и его следующие проекты — «Без лица» (1997) и «Основные цвета» (1998). В 1998 году удостоен Премии «Британия», вручаемой подразделением BAFTA в Лос-Анджелесе за личный вклад в развитие кинематографа. Однако первые фильмы 2000-х годов — «Пароль „Рыба-меч“» (2001) и в особенности спродюсированная Траволтой фантастическая сага «Поле битвы: Земля» — были приняты публикой холоднее («Поле битвы: Земля» получил 7 премий «Золотая малина», в том числе Траволта выиграл номинацию «Худшая мужская роль»).

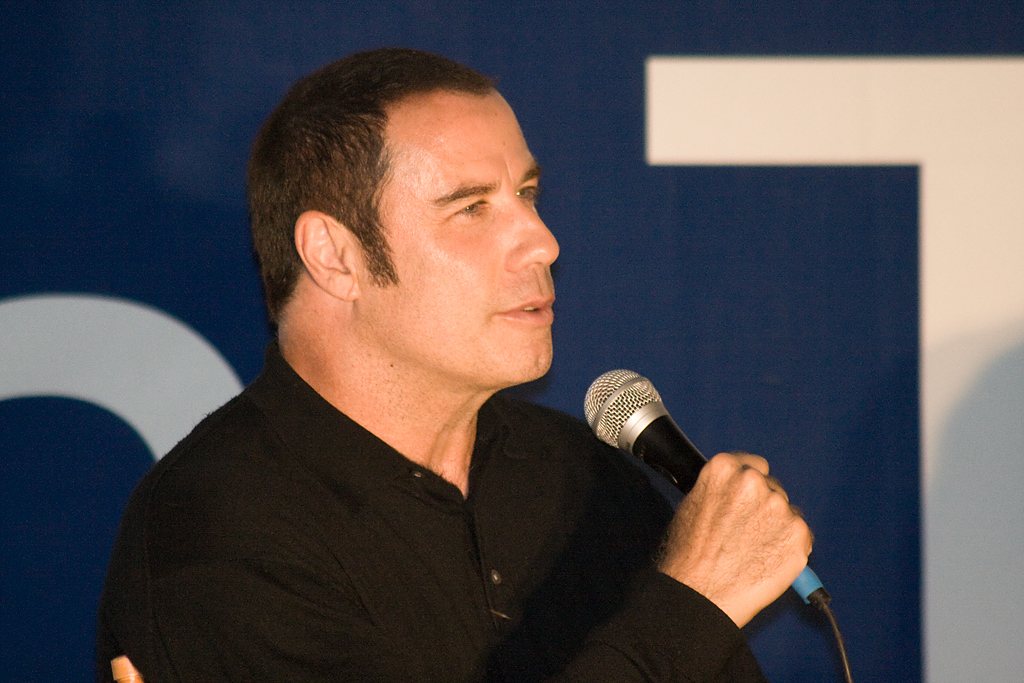
Выступление Траволты на празднике авиации Oshkosh AirVenture 2008

В 2007 году актёр сыграл в мюзикле «Лак для волос» прачку Эдну Тёрнблад — одну из своих самых ярких ролей, которая принесла ему номинацию на премию «Золотой глобус».
С 2010 года Траволта играет в основном в боевиках и триллерах. В 2016 году актёр снялся в телесериале «Американская история преступлений: Народ против О. Джея Симпсона». Сериал получил премии «Золотой глобус» и «Эмми».

## Личная жизнь

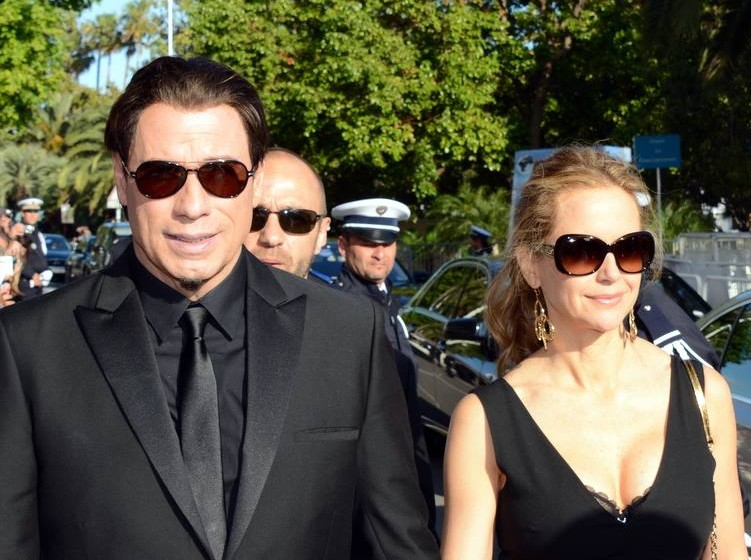
Джон Траволта со своей женой Келли Престон на Каннском кинофестивале, 2014 год

На съёмках фильма «Под колпаком» в 1976 году Траволта познакомился с актрисой Дайаной Хайленд, с которой начал встречаться. Их отношения продолжались до смерти Хайленд в 1977 году.
12 сентября 1991 года Траволта женился на актрисе Келли Престон. У пары был сын Джетт (1992—2009). Их дочь, Элла Блю, родилась 4 апреля 2000 года, и третий ребёнок, сын Бенджамин, родился 24 ноября 2010 года. По словам Траволты, саентологическая терапия помогла их браку. 12 июля 2020 года Келли Престон скончалась от рака молочной железы.
В мае 1991 года журнал «Time» опубликовал статью под названием «Саентология: процветающий культ жадности и власти», в которой бывший исполнительный директор Церкви саентологии Уильям Фрэнкс утверждал, что Траволта не может покинуть Церковь, поскольку опасается раскрытия подробностей его личной жизни, включая гомосексуальное поведение. Данные заявления были позже подтверждены Фрэнксом и другими бывшими саентологами в книге Лоуренса Райта «Путь к клиру: саентология, Голливуд и темница веры» (2013), а также одним из бывших руководителей Церкви Марти Ратбуном, утверждавшим, что он неоднократно работал с адвокатами Траволты для уменьшения распространения заявлений о гомосексуальности Траволты, а также разрешая судебные иски, направленные в его сторону.

### Обвинения в сексуальных домогательствах
В мае 2012 года анонимный массажист подал иск против Траволты, обвиняя его в сексуальном домогательстве и избиении. Адвокат Траволты заявил, что обвинения являются «полнейшей ложью и фабрикацией», добавив, что у них имеются подтверждения того, что на момент случившегося Траволта не находился в Калифорнии, а также о намерении подать в суд за клевету. Позже иск против Траволты подал ещё один массажист с похожими обвинениями. Оба иска были отозваны их заявителями.
В сентябре 2014 года Траволта опроверг заявления, сделанные в январе 2014 года его бывшим пилотом, Дугласом Готтербой, утверждавшим, что их с Траволтой в течение шести лет связывали сексуальные отношения, когда тот работал в его авиакомпании «Alto».
В ноябре 2017 года массажист обвинил Траволту в сексуальных домогательствах, предположительно имевших место в феврале 2000 года.

### Смерть сына
Старший сын актёра Джетт Траволта погиб 2 января 2009 года в возрасте 16 лет в результате эпилептического припадка, вызванного синдромом Кавасаки, в ванной комнате дома семьи Траволта на Багамских островах.

### Религия
Траволта начал практиковать саентологию в 1975 году, когда на съёмках фильма «Адский дождь», проходивших в Дуранго, Мексика, ему вручили книгу «Дианетика».

### Пилотирование

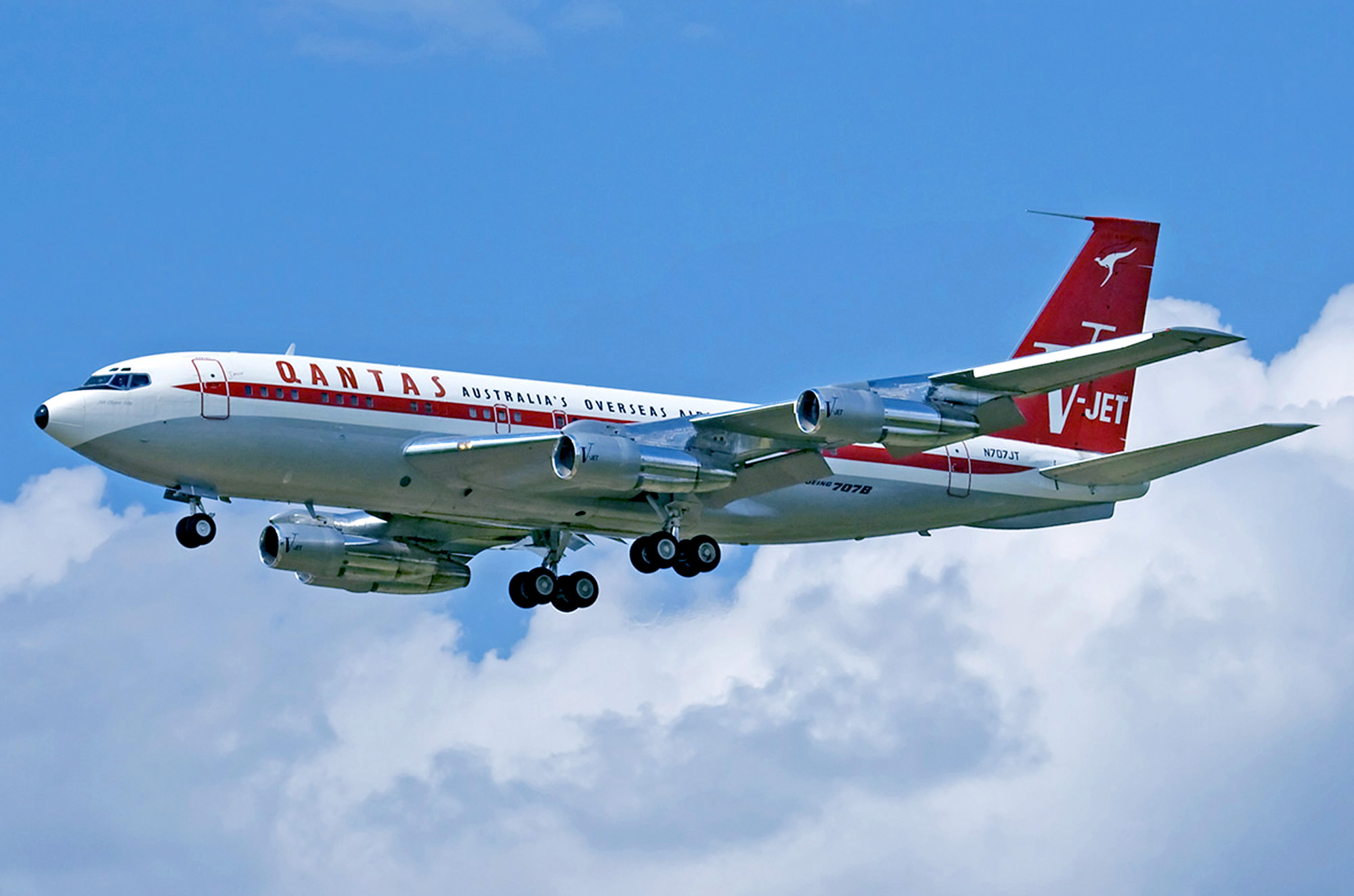
Boeing 707 Траволты

Является страстным поклонником авиации, по собственным словам, «заболев» самолётами ещё в возрасте пяти лет. Имеет лицензию пилота и несколько тысяч часов налёта. Владеет несколькими самолётами, названными в честь его детей, включая четырёхмоторный Боинг-707-138, раскрашенный в старом фирменном стиле авиакомпании Qantas, у которой и был куплен. Актёр с семьёй посетил Россию 29 сентября 2010 года (до этого он приезжал в Россию 5 марта 2005 года).
В 2010 году принял активное участие в помощи пострадавшим от землетрясения на Гаити, доставив на собственном самолёте Боинг-707 медицинские препараты, специальную одежду и хирургические перчатки для врачей. Вместе с ним летели его жена Келли Престон и саентологические добровольные священники.
В 2017 году Траволта принял решение отказаться от пилотирования этого самолёта из-за своего возраста и перегнал его в Австралию, подарив местному музею авиации в городе Албион Парк.
В октябре 2019 года Джон Траволта продемонстрировал известному телеведущему и коллекционеру автомобилей Джею Лено свой новый частный самолёт, созданный на основе Boeing 737, стоимостью 57 миллионов долларов без учёта переоборудования под личные требования, что может стоить более 20 миллионов долларов.

## Фильмография
| Год       |     | Русское название                                                 | Оригинальное название                             | Роль                           |
| --------- | --- | ---------------------------------------------------------------- | ------------------------------------------------- | ------------------------------ |
| 1972      | с   | Критическое положение!                                           | Emergency!                                        | Кэйси                          |
| 1972      | с   | Оуэн Маршалл: адвокат                                            | Owen Marshall: Counselor at Law                   |                                |
| 1973      | с   | Новобранцы                                                       | The Rookies                                       | Эдди Холлей                    |
| 1974      | с   | Медицинский центр                                                | Medical Center                                    | Дэнни                          |
| 1975—1979 | с   | С возвращением, Коттер                                           | Welcome Back, Kotter                              | Винсент «Винни» Барбарино      |
| 1975      | ф   | Десятый уровень                                                  | The Tenth Level                                   | студент колледжа               |
| 1975      | ф   | Адский дождь                                                     | The Devil’s Rain                                  | Дэни                           |
| 1976      | ф   | Кэрри                                                            | Carrie                                            | Билли Нолан                    |
| 1976      | тф  | Под колпаком                                                     | The Boy in the Plastic Bubble                     | Тод Любич                      |
| 1977      | ф   | Лихорадка субботнего вечера                                      | Saturday Night Fever                              | Тони Манеро                    |
| 1978      | ф   | Бриолин                                                          | Grease                                            | Дэнни Зуко                     |
| 1978      | ф   | Миг за мигом                                                     | Moment by Moment                                  | Стрип Харрисон                 |
| 1980      | ф   | Городской ковбой                                                 | Urban Cowboy                                      | Буфорд 'Бад' Уэн Девис         |
| 1981      | ф   | Прокол                                                           | Blow Out                                          | Джек Терри                     |
| 1983      | ф   | Остаться в живых                                                 | Staying Alive                                     | Тони Манеро                    |
| 1983      | ф   | Хорошая пара                                                     | Two of a Kind                                     | Зак                            |
| 1985      | ф   | Идеально                                                         | Perfect                                           | Адам Лоуренс                   |
| 1989      | ф   | Эксперты                                                         | The Experts                                       | Тревис                         |
| 1989      | ф   | Уж кто бы говорил                                                | Look Who's Talking                                | Джеймс Убриакко                |
| 1990      | ф   | Уж кто бы говорил 2                                              | Look Who’s Talking Too                            | Джеймс Убриакко                |
| 1991      | ф   | Крик                                                             | Shout                                             | Джек Кэйб                      |
| 1991      | ф   | Ангельские глазки                                                | Eyes of an Angel                                  | Бобби                          |
| 1991      | тф  | Золотая цепь                                                     | Chains of Gold                                    | Скотт Барнс                    |
| 1992      | тф  | Boris and Natasha: The Movie                                     | Boris and Natasha: The Movie                      | играет себя                    |
| 1993      | ф   | Уж кто бы говорил 3                                              | Look Who’s Talking Now                            | Джеймс Убриакко                |
| 1994      | ф   | Криминальное чтиво                                               | Pulp Fiction                                      | Винсент Вега                   |
| 1995      | ф   | Достать коротышку                                                | Get Shorty                                        | Чили Палмер                    |
| 1995      | ф   | Участь белого человека                                           | White Man’s Burden                                | Луис Пиннок                    |
| 1996      | ф   | Майкл                                                            | Michael                                           | Майкл                          |
| 1996      | ф   | Феномен                                                          | Phenomenon                                        | Джордж Малли                   |
| 1996      | док | Orientation: A Scientology Information Film                      | Orientation: A Scientology Information Film       | играет себя                    |
| 1996      | ф   | Сломанная стрела                                                 | Broken Arrow                                      | майор Вик Диккенс              |
| 1997      | ф   | Безумный город                                                   | Mad City                                          | Сэм                            |
| 1997      | ф   | Без лица                                                         | Face/Off                                          | Шон Арчер/Кастор Трой          |
| 1997      | ф   | Она прекрасна                                                    | She’s So Lovely                                   | Джо                            |
| 1997      | док | Off the Menu: The Last Days of Chasen’s                          | Off the Menu: The Last Days of Chasen’s           | играет себя                    |
| 1998      | ф   | Гражданский иск                                                  | A Civil Action                                    | Ян Шлихтман                    |
| 1998      | ф   | Тонкая красная линия                                             | The Thin Red Line                                 | бригадный генерал Квинтард     |
| 1998      | ф   | Пир проститутки                                                  | Junket Whore                                      | играет себя                    |
| 1998      | ф   | Основные цвета                                                   | Primary Colors                                    | губернатор Джек Стэнтон        |
| 1999      | ф   | Генеральская дочь                                                | The General’s Daughter                            | Пол Бреннер                    |
| 1999      | мф  | Наш друг, Мартин                                                 | Our Friend, Martin                                | отец Кайла                     |
| 2000      | ф   | Добро пожаловать в Голливуд!                                     | Welcome to Hollywood                              | камео                          |
| 2000      | ф   | Счастливые номера                                                | Lucky Numbers                                     | Расс Ричардс                   |
| 2000      | ф   | Поле битвы: Земля                                                | Battlefield Earth                                 | Терл                           |
| 2001      | ф   | Скрытая угроза                                                   | Domestic Disturbance                              | Френк Моррисон                 |
| 2001      | ф   | Пароль «Рыба-меч»                                                | Swordfish                                         | Габриэль Шир                   |
| 2002      | ф   | Остин Пауэрс: Голдмембер                                         | Austin Powers in Goldmember                       | играет себя в роли Голдмембера |
| 2003      | ф   | База «Клейтон»                                                   | Basic                                             | Том Харди                      |
| 2004      | ф   | Команда 49: Огненная лестница                                    | Ladder 49                                         | Майк Кеннеди                   |
| 2004      | ф   | Любовная лихорадка                                               | A Love Song for Bobby Long                        | Бобби Лонг                     |
| 2004      | ф   | Каратель                                                         | The Punisher                                      | Говард Сэйнт                   |
| 2005      | док | Путешествие на Луну 3D                                           | Magnificent Desolation: Walking on the Moon 3D    | Джеймс Ирвин                   |
| 2005      | ф   | Будь круче!                                                      | Be Cool                                           | Чили Палмер                    |
| 2006      | ф   | Одинокие сердца                                                  | Lonely Hearts                                     | Тодд Робинсон                  |
| 2007      | ф   | Реальные кабаны                                                  | Wild Hogs                                         | Вуди Стивенс                   |
| 2007      | ф   | Лак для волос                                                    | Hairspray                                         | Эдна Тёрнблад                  |
| 2008      | мф  | Вольт                                                            | Bolt                                              | Вольт                          |
| 2009      | ф   | Опасные пассажиры поезда 123                                     | The Taking of Pelham 1 2 3                        | Райдер                         |
| 2009      | ф   | Так себе каникулы                                                | Old Dogs                                          | Чарли                          |
| 2010      | ф   | Из Парижа с любовью                                              | From Paris with Love                              | агент ЦРУ Чарли Векс           |
| 2012      | ф   | Особо опасны                                                     | Savages                                           | Деннис                         |
| 2013      | ф   | Сезон убийц                                                      | Killing Season                                    | Эмиль Ковач                    |
| 2014      | с   | Кёрсти                                                           | Kirstie                                           | Микки                          |
| 2014      | ф   | Фальсификатор                                                    | The Forger                                        | Рэй Каттер                     |
| 2015      | в   | На линии огня                                                    | Life on the Line                                  | Рэй                            |
| 2015      | ф   | Преступная деятельность                                          | Criminal Activities                               | Эдди                           |
| 2016      | с   | Народ против О. Джея Симпсона: Американская история преступлений | The People v. O. J. Simpson: American Crime Story | Роберт Шапиро                  |
| 2016      | ф   | Я есть гнев                                                      | I Am Wrath                                        | Стэнли Хилл                    |
| 2016      | ф   | В долине насилия                                                 | In a Valley of Violence                           | Маршал Клайд Мартин            |
| 2018      | ф   | Кодекс Готти                                                     | Gotti                                             | Джон Готти                     |
| 2018      | в   | Скорость убивает                                                 | Speed Kills                                       | Бен Аронофф                    |
| 2019      | в   | Торговый пункт                                                   | Trading Paint                                     | Сэм Манро                      |
| 2019      | ф   | Ядовитая роза                                                    | The Poison Rose                                   | Карсон Филипс                  |
| 2019      | ф   | Фанат                                                            | Fanatic                                           | Лось                           |
| 2020      | с   | Крепкий Харт                                                     | Die Hart                                          | Рон Уилкокс                    |
| 2022      | в   | Райский город                                                    | Paradise City                                     | Бакли                          |
| 2023      | ф   | Крепкий Харт: Фильм                                              | Die Hart: The Movie                               | Рон Уилкокс                    |
| 2023      | ф   | Земля мафии                                                      | Mob Land                                          | Боди Дэвис                     |
| 2023      | кор | Пастырь                                                          | The Shepherd                                      | Джонни Кавана                  |
| 2024      | ф   | Сорвать банк                                                     | Cash Out                                          | Мейсон Годдард                 |
| 2025      | ф   | Это любовь!                                                      | That's Amore!                                     | Ник Венер                      |

Также Траволта претендовал на главную роль графа фон Кролока в мюзикле «Танец вампиров».

## Дискография

### Альбомы
| Год  | Альбом                                | US  |
| ---- | ------------------------------------- | --- |
| 1974 | Over Here!                            | —   |
| 1976 | John Travolta                         | 39  |
| 1977 | Can’t Let You Go                      | 66  |
| 1978 | Travolta Fever                        | 161 |
| 1978 | Grease                                | —   |
| 1983 | Two of a Kind                         | 26  |
| 1986 | The Road to Freedom                   | —   |
| 1996 | Let Her In: The Best of John Travolta | —   |
| 2003 | The Collection                        | —   |
| 2007 | Hairspray                             | —   |
| 2012 | This Christmas                        | 81  |

### Синглы

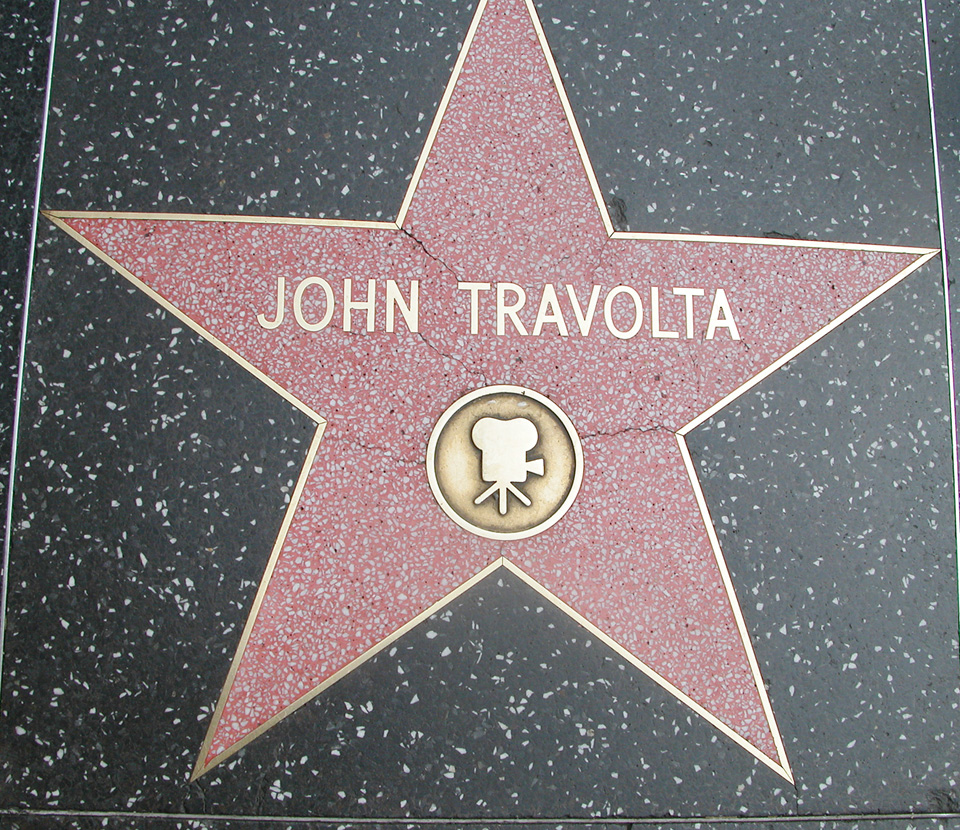
Звезда Джона Траволты на Голливудской «Аллее славы»

- «You Set My Dreams To Music» (1969)
- «Goodnight Mr. Moon» (1969)
- «Rainbows» (1969)
- «Settle Down» (1970)
- «Moonlight Lady» (1971)
- «Right Time Of The Night» (1972)
- «Big Trouble» (1972)
- «What Would They Say» (1973)
- «Back Doors Crying» (1973)
- «Dream Drummin'» (1974)
- «Easy Evil» (1975)
- «Can’t Let You Go» (1975)
- «Let Her In» (1976) — #10
- «Whenever I’m Away From You» (1976) — #38
- «Slow Dancin'» (1976)
- «It Had To Be You» (1976)
- «I Don’t Know What I Like About You Baby» (1976)
- «All Strung Out On You» (1977) — #34
- «Baby, I Could Be So Good At Lovin' You» (1977)
- «Razzamatazz» (1977)
- «You're the One That I Want» — #1 (1978) (с Оливией Ньютон-Джон)
- «Sandy» (1978)
- «Greased Lightnin» (1978) — #47
- «Never Gonna Fall in Love Again» (1980)
- «Hooker Madness» (1983)
- «I Thought I Lost You» (2008)